# NGC 6558
NGC 6558 هي مجرة تتبع كوكبة الرامي. اكتشفها جون هيرشل في 3 أغسطس 1834.

## روابط خارجية
- NGC 6558 على موقع ويكي سكاي: DSS2, SDSS, GALEX, IRAS, Hydrogen α, X-Ray, Astrophoto, Sky Map, Articles and images